# Монреаль Алуэттс
«Монреаль Алуэттс» (англ. Montreal Alouettes, фр. Alouettes de Montréal) — профессиональный команда, играющая в канадский футбол и выступающая в Восточном дивизионе Канадской футбольной лиги. Клуб базируется в городе Монреаль, Квебек, Канада. Домашние игры регулярного чемпионата проводит на Стадионе им. Персивала Молсона, а игры плей-офф на Олимпийском стадионе.
Клуб переехал в Монреаль из Балтимора в 1996 году, где назывался «Балтимор Стэллионс». КФЛ считает все клубы, играющие в Монреале с 1946 года, одной франшизой, которой принадлежат все достижения предшествующих команд: «Алуэттс» (1946—1981), «Монреаль Конкордс» (1982—1985) и «Монреаль Алуэттс» (1986). Однако «Алуэттс» и КФЛ не признают достижения клуба, полученные во время выступления в Балтиморе. Таким образом, за свою историю клуб выиграл Кубок Грея 8 раз.
Под руководством генерального менеджера Джима Поппа и квотербека Энтони Калвилло, команда считается одной из самых успешных клубов КФЛ 2000 годов. В период с 2000 по 2010 год «Алуэттс» установили рекорд КФЛ в 168 побед при 88 поражениях, а также 8 раз становились лучшим клубом регулярного чемпионата. В это время «Алуэттс» 8 раз выходили в финал Кубка Грея и 3 раза получали его. «Алуэттс» также принадлежит действующий рекорд по количеству подряд попаданий в плей-офф — 16 раз, что является третьим лучшим результатом в истории КФЛ.